# Hypodoxa corrosa
Hypodoxa corrosa är en fjärilsart som beskrevs av W. Warren 1907. Hypodoxa corrosa ingår i släktet Hypodoxa och familjen mätare. Inga underarter finns listade i Catalogue of Life.